# Liste von Wassertürmen in Bochum
Die Liste von Wassertürmen in Bochum nennt vorhandene und ehemalige sowie abgerissene Wassertürme und Wasserbehälter in Bochum.

## Liste
| Bezeichnung                                      | Ortsteil    | Baujahr | Beschreibung                                                              | Bild |
| ------------------------------------------------ | ----------- | ------- | ------------------------------------------------------------------------- | ---- |
| Wasserturm an der Jahrhunderthalle               | Stahlhausen | 1938    | An der Jahrhunderthalle, ehemals Bochumer Verein.                         |      |
| Wasserturm Höntrop                               | Höntrop     | 1924    | Wasserturm des Höntroper Werkes von Thyssen-Krupp Stahl. 2010 abgerissen. |      |
| Wasserturm Bochum-Weitmar                        | Weitmar     | 1903    | Heute ein Museum.                                                         |      |
| Wasserturm der Stahlwerke Bochum                 |             | 1927    | Abgerissen. Für die Sprengung brauchten die Fachleute drei Versuche.      |      |
| Wassersaal Bochum-Stiepel                        | Stiepel     | 1896    |                                                                           |      |
| Wasserturm im Bahnbetriebswerk Bochum-Dahlhausen | Dahlhausen  |         | Intze-Bauform. Eisenbahnmuseum Bochum.                                    |      |
| Wasserturm Gerthe                                | Gerthe      |         |                                                                           |      |
| Wasserturm Eiberg                                | Eiberg      | 1913    | von 1972 bis 1973 abgerissen.                                             |      |